# Eresus walckenaeri
Eresus walckenaeri är en spindelart som beskrevs av Gaspard Auguste Brullé 1832. Eresus walckenaeri ingår i släktet Eresus och familjen sammetsspindlar. Utöver nominatformen finns också underarten E. w. moerens.